# マックス・ヤンマー

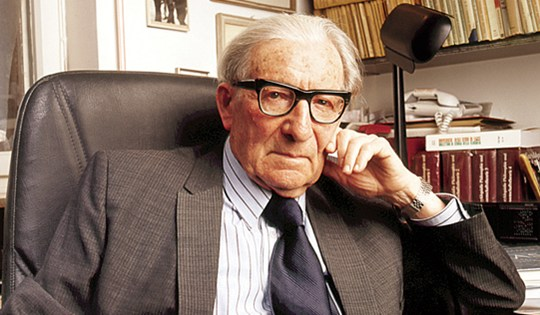
マックス・ヤンマー

マックス・ヤンマー（Max Jammer、1915年4月13日 - 2010年12月18日）は、ドイツ出身のイスラエルの物理学者、物理哲学者。

## 生涯
ドイツのベルリンに生まれる。ウィーン大学で物理学と科学史を学んだ後、エルサレムのヘブライ大学で研究を続け、1942年に実験物理学でPhD取得。第二次世界大戦中はイギリス軍に従軍。その後ヘブライ大学、ハーバード大学、プリンストン大学、オクラホマ大学で科学史や科学哲学の講師を務める。特にプリンストン大学では同僚となったアインシュタインの知遇を得た。1950年代初頭に最初の著書『空間の概念』を出版。これは彼の物理学史研究の口開けとなった著作であり、アインシュタインが序文を寄せている。
イスラエルのバル＝イラン大学の創設に参加。その物理学教授となり、のちには学長や総長も務めた。またテルアビブ大学の物理哲学研究所の共同創立者となり、イスラエル科学振興協会の会長も務めた。国際科学史アカデミーの会員であり、いくつかの科学ジャーナルの編集委員も務めている。またチューリッヒ工科大学、ゲッティンゲン大学、アンリ・ポアンカレ研究所、コロンビア大学の客員教授を経験している。

## 受賞
- 1960年 アメリカ技芸科学アカデミーからモノグラフ賞授与
- 1984年 イスラエル賞
- 2003年 イスラエル首相からEMET賞授与
- 2007年 アメリカ物理学会からAbraham Pais物理学史賞授与

## 主な著書
- Concepts of Space: The History of Theories of Space in Physics. Cambridge (Mass): Harvard University Press, 1954; New York: Harper, 1960; 2nd ed: Cambridge: Harvard U.P., 1969; 3rd ed: New York: Dover, 1993. ISBN 0-486-27119-6. (Foreword by Albert Einstein) 高橋毅, 大槻義彦訳『空間の概念』講談社, 1980年
- Concepts of Force: A Study in the Foundations of Dynamics. Cambridge (Mass): Harvard U.P., 1957 New York: Harper, 1962 New York: Dover, 1999. ISBN 0-486-40689-X 高橋毅, 大槻義彦訳『力の概念』講談社, 1979年
- Concepts of Mass in Classical and Modern Physics. Cambridge (Mass): Harvard U.P., 1961 New York: Harper, 1964 New York: Dover, 1997. ISBN 0-486-29998-8 大槻義彦, 葉田野義和, 斉藤威訳『質量の概念』講談社, 1980年
- Concepts of Mass in Contemporary Physics and Philosophy. Princeton, N.J.: Princeton U.P., 1999. ISBN 0-691-01017-X
- The Conceptual Development of Quantum Mechanics. New York: McGraw-Hill, 1966; 2nd ed: New York: American Institute of Physics, 1989. ISBN 0-88318-617-9 小出昭一郎訳『量子力学史』2冊, 東京図書, 1974年
- The Philosophy of Quantum Mechanics: The Interpretations of Quantum Mechanics in Historical Perspective. New York: Wiley-Interscience, 1974. ISBN 0-471-43958-4 井上健訳『量子力学の哲学』全2冊, 紀伊國屋書店, 1983-84年
- Einstein and Religion: Physics and Theology. Princeton, N.J.: Princeton University Press, 1999. ISBN 0-691-10297-X
- Concepts of Simultaneity: From Antiquity to Einstein and Beyond. Baltimore: Johns Hopkins U.P., 2006. ISBN 0-8018-8422-5
- 「相対性理論における時間の概念」, 学習院大学編『全学講演会の記録』No 2, 学習院大学, 1984年